# Mikael Nordfors
Jan Mikael Nordfors, född 22 december 1958 i Lidingö församling, Stockholms län, död 19 augusti 2023 i Tanzania (men skriven i Hangelösa distrikt, Götene kommun), var en svensk musiker och läkare.

## Alternativmedicin
Som läkare arbetade Nordfors enligt alternativmedicinska metoder, bland annat på Vidarkliniken i Sverige och på egen klinik i Danmark. Han anmäldes upprepade gånger av patienter och kollegor samt hamnade i kontroverser med myndigheterna i Sverige, Norge och Danmark. Vid ett tillfälle punkterade han en patients lunga i samband med administration av bedövningsspruta, vilket tillsammans med övriga klagomål ledde till att hans danska läkarlegitimation drogs in av Sundhedsstyrelsen. Nordfors själv hävdade att hans ej evidensbaserade behandlingar motarbetats på grund av band mellan läkemedelsindustri och myndigheter.
2018 kontaktades Inspektionen för vård och omsorg av en patient som Nordfors hade utsatt för otillåten ozonbehandling av blodet och inspektionen granskade då elva journaler för patienter som Nordfors behandlat med ozon. Därefter begärde Inspektionen att Hälso- och sjukvårdens ansvarsnämnd skulle dra in Nordfors läkarlegitimation vilket också skedde 2021 med hänvisning till uppenbar olämplighet. Han tros ha äventyrat patientsäkerheten under flera år genom påhittade behandlingar och konspiratorisk propaganda mot covid-19-vaccin
I mars 2021 var Nordfors en av ledarna för en demonstration i Stockholm mot restriktioner föranledda av covid-19, men själv menade han att arrangören var organisationen Frihet Sverige där han var ordförande.
Han avled 2023 och hade då vistats sedan en tid i Tanzania.

## Musiker
Åren 1988–1993 gav Nordfors ut fyra album – varav ett i samarbete med Mats Wester – med klaviaturbaserad klassisk musik och new age-musik. Han uppträdde under 1980- och 1990-talen ofta på Sergels torg i Stockholm och på gågatan i Uppsala. 1986 gjorde Gunnar Martin Aronsson en dokumentärfilm om honom.

## Politisk verksamhet och författarskap
År 1993 var han med och grundade partiet Direktpartiet, som ville genomföra så kallad flytande demokrati. Mellan 1999 och 2004 ägnade han sig åt att producera mjukvarulösningar för delegerad direktdemokrati åt bland annat Vallentuna-partiet Demoex. Under det sena 2010-talet ingick han i styrelsen för Direktdemokraterna.
Nordfors var medförfattare till boken Hypericum and Depression, som nådde plats nummer sex på The New York Times bestsellerlista i augusti 1997, och boken Demosocracy, the Solution To The Political Dilemma: How Slavery Started, Still Continues and Can Be Ended.

## Diskografi
- No Limits Eagle records 1988.
- Eternal Voyage Eagle records 1989.
- Take Off. A Classical Fantasy Vivarto 1991. (Med Mats Wester från Nordman.)
- Lux Eterna Vivarto 1993.